# Tania
Tania (576 m n. m.) je hora v Nízkých Beskydech v sousedství obce Klimkówka v jihovýchodním Polsku nedaleko hranice se Slovenskem.

## Přístup
Přes horu vede modrá turistická značka v trase: Chełm (780 m n. m.) – Wawrzka – Tania Góra (576 m n. m.) – Flasza (663 m n. m.) – Homola (712 m n. m.) – Bordiów Wierch (755 m n. m.).